# La fattoria maledetta
La fattoria maledetta è un film del 1987 diretto da David Keith, liberamente tratto dal racconto Il colore venuto dallo spazio di H. P. Lovecraft.

## Trama
L'adolescente Zack Crane vive in una fattoria a Tellico Plains, nel Tennessee, con sua madre Frances, la sorella minore Alice, il severo e bigotto patrigno Nathan Crane e lo sgradevole fratellastro Cyrus. Una notte, mentre Nathan dorme, Frances sgattaiola fuori di casa ed inizia a fare sesso con Mike, un contadino che vive in una baracca vicina. All'improvviso un grosso meteorite si schianta sulla proprietà, emettendo un bagliore inquietante. La mattina dopo, Alan Forbes, un medico che vive nelle vicinanze, visita il luogo dell'incidente ed esamina il meteorite, una grande sfera con un guscio duro da cui fuoriesce un liquido nocivo. In poco tempo, l'oggetto si dissolve in un liquido gelatinoso incandescente che filtra nel terreno. Forbes vuole contattare le autorità ma è dissuaso da Charlie Davidson, agente immobiliare locale e capo della Camera di commercio, che teme che l'evento scoraggerà la Tennessee Valley Authority (TVA) dalla costruzione di un nuovo bacino idrico nell'area. Esther, l'annoiata moglie di Forbes, riesce a convincere il marito a tacere, preoccupata che la loro casa possa perdere valore.
Il misterioso liquido fuoriuscito dal meteorite inizia presto a colpire la fattoria: l’acqua del pozzo diventa torbida ed ha un sapore sgradevole, frutta e verdura crescono in modo invitante ma all'interno sono marce ed immangiabili ed il bestiame inizia a comportarsi in modo violento e a mostrare gravi segni di infezione. Anche la famiglia viene colpita dal misterioso liquido: Alice viene attaccata e ferita da un gruppo di polli infetti e Cyrus viene quasi ucciso da un cavallo. Sul viso di Frances, intanto, iniziano a crescere grandi bolle che presto modificano in modo grottesco i suoi lineamenti. La donna ben presto diventa mentalmente instabile, arrivando a fare del male fisicamente a sé stessa e alla propria famiglia. Convinto che la rovina che ha colpito la sua fattoria sia una punizione di Dio per l'infedeltà della moglie, Nathan la rinchiude nella loro camera da letto ed impedisce a Zack di informare il dottore della cosa. Zack ed Alice sono gli unici a sfuggire all'infezione perché consumano l'acqua ed il cibo non contaminato che il ragazzo ruba dalla casa di Forbes.
Forbes ottiene segretamente un campione dal pozzo dei Crane e lo fa analizzare in un laboratorio vicino. Si scopre che l'acqua contiene uno strano elemento sconosciuto che sta alterando le sue proprietà metaboliche. Carl Willis, un rappresentante della TVA che sta ispezionando l'area locale per il bacino idrico pianificato, entra nella casa dei Crane alla ricerca di un bicchiere d'acqua. Mentre sta bevendo dal rubinetto della cucina, viene attaccato e quasi ucciso da Frances, completamente impazzita e diventata orribilmente deforme. Preoccupati per il fatto che Forbes avvertirà le autorità, Davidson ed Esther arrivano alla fattoria dei Crane in cerca del medico, ma vengono attaccati dai cani infetti che sono diventati selvaggi. Esther viene massacrata, mentre Davidson si nasconde nella cantina dove viene ucciso da Frances, che era stata rinchiusa poco prima da Nathan dopo l’ennesimo attacco.
Ormai anche Nathan e Cyrus sono infetti ed iniziano ad impazzire. Forbes, pieno di sensi di colpa, si reca alla fattoria, sperando di salvare Zack e Alice, ma viene sorpreso ed ucciso da Nathan che poi barrica la porta. Cyrus attacca Alice ma Zack lo combatte, nascondendo sua sorella in un armadio. Nathan mette alle strette Zack e sta per uccidere il figliastro quando viene pugnalato da Willis che è appena arrivato. Il terreno su cui sorge la casa inizia a brillare e a sollevarsi mentre la dimora inizia a crollare su se stessa. Zack individua sua madre appena in tempo per vedere il suo cadavere mutato dissolversi in liquido. Willis aiuta Zack e Alice ad uscire dalla casa prima che crolli mentre Nathan e Cyrus, rimasti all'interno, muoiono nel crollo. Willis si allontana dalla fattoria, portando con sé Zack e Alice.
In un poscritto ambientato alcuni mesi dopo quegli eventi, un Willis pesantemente bendato giace in un letto d'ospedale, essendo stato infettato più lentamente perché ha bevuto solo una piccola quantità di acqua della fattoria. Sta guardando un rapporto di notizie su come le autorità promettono che la rovina della fattoria sarà sradicata. La scena finale mostra un luogo di notte nella vicina campagna dove terra e alberi iniziano a sollevarsi e a spezzarsi, rivelando molto altro liquido splendente alieno che si diffonde sulla superficie.

## Produzione
Il racconto Il colore venuto dallo spazio di H. P. Lovecraft era già stato adattato sullo schermo nel film La morte dall'occhio di cristallo del 1965. L'American International Pictures, che distribuì il film negli Stati Uniti, ne pianificò un remake nel 1970 con un nuovo sceneggiatore, ma il progetto non venne mai realizzato.
Le riprese del film iniziarono il 29 settembre 1986 con il titolo The Farm, dopo essere stato precedentemente annunciato come The Well. David Keith, nativo di Knoxville, ha utilizzato la sua proprietà agricola a Tellico Plains, nel Tennessee, per il film, mentre gli interni sono stati girati a Roma. Molti membri della crew, che erano italiani, furono accreditati con nomi americani, incluso il produttore associato Lucio Fulci. Secondo quanto riferito, l'attore Treat Williams avrebbe dovuto recitare nel film, ma non è stato coinvolto nella sua realizzazione.
In un'intervista il produttore Ovidio G. Assonitis affermò che il film era ispirato alla crisi sociale delle fattorie durante l'amministrazione Reagan e che, contrariamente a quanto riportato dai crediti, Lucio Fulci non fu suo partner nella produzione del film, ma solamente direttore della seconda unità.

## Distribuzione
La fattoria maledetta è stato distribuito nei cinema di Los Angeles e New York l'11 settembre 1987.

## Accoglienza

### Botteghino
Girato con un budget di 4 milioni di dollari, il film ha incassato 1.169.922 dollari nel suo weekend di apertura in 326 sale cinematografiche ed ha incassato in totale al botteghino 1.930.001 dollari.

### Critica
Lo studioso di Lovecraft Charles P. Mitchell si riferì al film come fedele all'opera originale dell'autore, ma affermava che "[gli] ultimi venti minuti del film sono così sconnessi da rovinare praticamente l'intero film."
 Nel loro libro Lurker in the Lobby: A Guide to the Cinema of H. P. Lovecraft, Andrew Migliore e John Strysik scrivono: "Questo terzo trattamento cinematografico della storia preferita di [Lovecraft], "Il colore venuto dallo spazio", ha tutto... tutto tranne un buon dialogo, una recitazione credibile ed una trama coerente."

## Home video
Negli Stati Uniti La fattoria maledetta è stato successivamente distribuito in VHS dalla Media Home Entertainment e su Laserdisc da Image Entertainment nel 1987. È stato ridistribuito in VHS dalla Polygram Video nel 1998. Il 9 settembre, Nel 2008 la Metro-Goldwyn-Mayer ha distribuito il film e il suo sequel nominale, Curse II: The Bite, in DVD come double-feature. Scream Factory, una sotto-etichetta di Shout! Factory, ha distribuito entrambi i film come double-feature su Blu-ray il 23 febbraio 2016.
In Italia il film è stato distribuito in DVD dalla Stormovie nel 2009 col titolo ex-novo The Curse: La Maledizione. Una nuova distribuzione in DVD è avvenuta l'11 ottobre 2017 ad opera della Sinister con il titolo ufficiale italiano.

## In TV
In Italia il film è stato trasmesso in televisione per la prima volta martedì 3 settembre 1996 su Italia 1.

## Opere correlate

### Sequel
Il film ha avuto due sequel nominali, Curse II: The Bite e Curse III: Blood Sacrifice, distribuiti direct-to-video rispettivamente nel 1989 e nel 1991. Entrambi i film non sono in realtà dei sequel de La fattoria maledetta, ma sono stati distribuiti riportando il titolo originale di questo senza esserne il prosieguo per sfruttarne il successo ottenuto. Il film Catacombs - La prigione del diavolo (1988) venne intitolato Curse IV: The Ultimate Sacrifice per la sua uscita in VHS nel 1993, nonostante non fosse affiliato con la serie.

## Riconoscimenti
- Young Artist Awards
  - 1988 – Candidatura alla miglior giovane attrice sotto i dieci anni in un film televisivo o cinematografico a Amy Wheaton